# Nashornschnecke

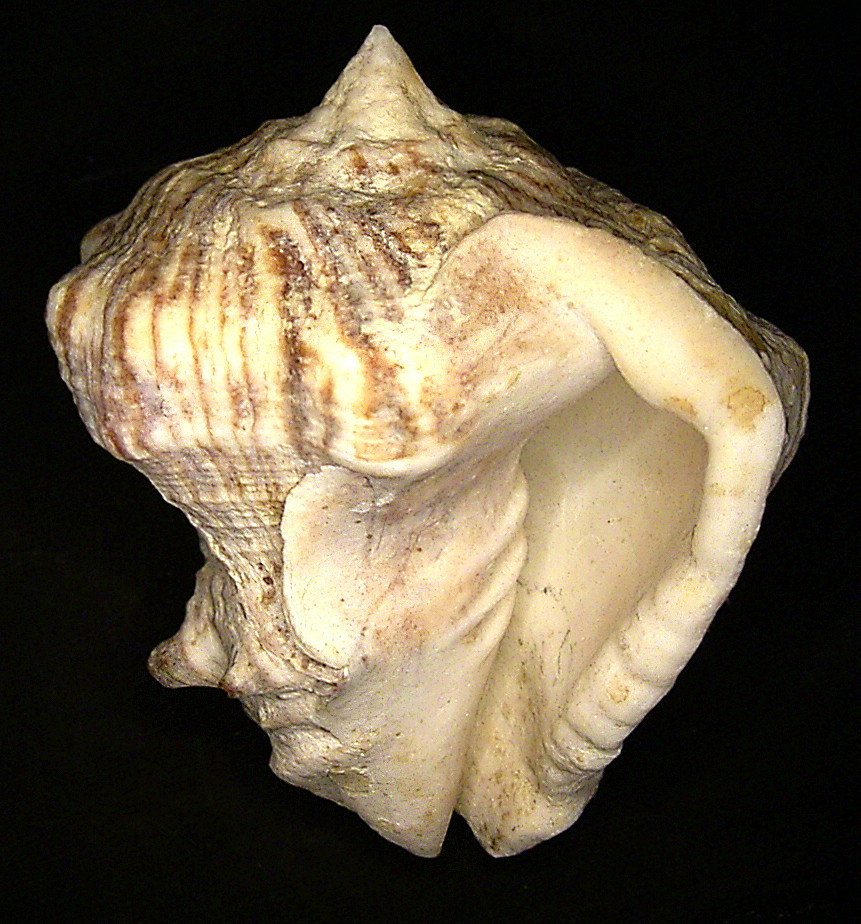
Gehäuse von Vasum rhinoceros

Die Nashornschnecke (Vasum rhinoceros) ist eine Schnecke aus der Familie der Turbinellidae (Gattung Vasum), die im Indischen Ozean an der Küste Ostafrikas verbreitet ist. Sie ernährt sich vor allem von Polychaeten.

## Merkmale
Das bei ausgewachsenen Schnecken etwa 7 cm große Schneckenhaus von Vasum rhinoceros hat ein erhobenes Gewinde, dessen Umgänge an der Schulter mit einer spiraligen Reihe massiver Knoten skulpturiert sind. Die Gehäusemündung ist gezähnt, die Spindel mit drei einzelnen Falten versehen. Die Oberfläche der Schale ist hellbraun mit kreisförmigen weißen Linien, das Innere der Gehäusemündung weiß. Die Spindel ist satt rötlich braun mit blassgelben Kanten, die äußere Lippe der Gehäusemündung gelb bis kremfarben. Bei Juvenilen hat die Spindel nur braune Banden und die äußere Lippe schwarzbraune Kanten.

## Verbreitung und Vorkommen
Vasum rhinoceros lebt an den Küsten Sansibars (Tansania) und Kenias auf schlammigen Substraten.

## Nahrung
Vasum rhinoceros ernährt sich von Vielborstern und Spritzwürmern.